# Биржа ссылок
Биржа ссылок — система для купли/продажи обратных ссылок на сайты, организованная по принципу товарной биржи. Биржи ссылок используются для продвижения сайтов оптимизаторами с одной стороны, а также заработка в интернете владельцами сайтов — с другой.

#### Отношение поисковых систем
Поисковые системы, а точнее их выдача и манипуляции ею, является основной целью ссылочного продвижения, две крупнейшие поисковые системы в России (Яндекс и Google) однозначно отрицательно характеризуют такой метод продвижения и ведут борьбу с ним. Тем не менее, они не отрицают важность получения обратных ссылок. Ссылки до сих пор важный фактор ранжирования, особенно для такой поисковой системы, как Google.Так как Яндекс делает больший акцент на поведенческие факторы.
5 декабря 2013 года, руководитель отдела веб-поиска Яндекса, Александр Садовский, на конференции, посвященной продвижению сайтов IBC Russia, объявил, что в начале 2014 года коммерческие запросы перестают подвергаться манипуляциям вебмастеров, использующих закупку ссылок. То есть, ссылки, проставленные на коммерческие проекты, не смогут повлиять на ранжирование в Поисковых системах. Объясняется это вводом новых алгоритмов, якобы, повышающих качество поисковой выдачи, для которых ссылки не являются весомым фактором.
Первым регионом, попавшим под данный эксперимент, стала Москва. Мнения вебмастеров на счет заявления Садовского были достаточно разрозненные. Некоторые и дальше продолжают закупать ссылки на биржах, другие же стали отдавать большее предпочтение социальным факторам и лучше интегрировать свои проекты с соц. сетями. В конечном итоге эксперимент с отключением ссылочного веса провалился, что признал сам Садовский, но неизменность негативной позиции Яндекса к ссылочному продвижению вылилась в новый алгоритм понижения позиций сайтов, который назвали Минусинск (введен в мае 2015, основные этапы (иттерации) 15.05.2015, 29.05.2015 и 14.06.2015) под который сразу попали от 700 до 1500 сайтов акцепторов ссылок. Подробнее об алгоритме рассказывала Е.Гладких на веб-конференциях Третья Вебмастерская Яндекса  и Четвертая Вебмастерская Яндекса . Однако, ввиду очень щепетильного отношения создателей к раскрытию информации о работе алгоритма, многие вопросы остались по сути без ответов.
Аналогичный алгоритм пессимизации сайтов за ссылки от Google называется Пингвин (на начало 2016 года существует уже третья версия алгоритма), он более осторожен в вводе санкций, но очень инертен, поэтому специалисты Google пытаются ускорить процесс вывода из под санкций реабилитированных сайтов, это позиционируется как основной постулат в создании четвертой версии алгоритма, однако её ввод уже несколько раз переносился .

## Назначение бирж
Ссылочный вес был и остается одним из важных факторов, влияющих на позицию сайта в поисковых системах. Он определяется количеством и качеством внешних ссылок на сайт. Одним из достаточно эффективных инструментов для наращивания ссылочной массы сайта являются т. н. биржи ссылок. Поскольку для получения ощутимого эффекта требуется достаточно большое количество внешних ссылок (от нескольких десятков до нескольких тысяч), необходим инструмент для автоматизации их размещения. Биржи ссылок являются альтернативой ручному обмену ссылками.
Так как продажа и покупка является нарушением правил поисковых систем, то такие сайты часто пессимизируются в выдаче.
Представители поисковых систем грозят, что эффект получаемый от "продажных ссылок" продлится короткое время, после резкой популярности сайт неминуемо попадает под штрафные санкции поисковых систем. Однако, на данный момент под большинство санкций попадали только сайты занимающиеся продажей или покупкой ссылок в промышленных масштабах (тысячи штук).
Большую популярность в последнее время получили биржи так называемых вечных ссылок, избирательность которых в отношении участников биржи во многом обуславливает их живучесть. Возрастающая стоимость таких ссылок подталкивает вебмастеров к более активному построению естественных ссылочных профилей.

## Участники
Участники биржи ссылок обычно делятся на две категории: вебмастеры и оптимизаторы. Однако это деление не взаимоисключающее, любой аккаунт может одновременно и продавать и закупать ссылки).
Вебмастеры (доноры ссылок)участвуют в системе для заработка денег с помощью своего сайта путём продажи мест под ссылки (ссылок) со своего сайта на сайты оптимизаторов. За каждую из таких ссылок вебмастер получает определенную сумму денег, а сам вывод средств с биржи происходит зачастую несколько раз в месяц, либо же по запросу вебмастера.
Оптимизаторы (акцепторы ссылок)закупают ссылки с других сайтов (бэклинки) на свои сайты для улучшения позиций этих сайтов в поисковых системах (см. ссылочное ранжирование и поисковая оптимизация) и увеличения их посещаемости.

## Ценообразование
Стоимость той или иной ссылки зависит от параметров страницы, с которой продают эту ссылку и может колебаться от одного цента до нескольких сотен долларов в месяц. Такими параметрами являются:
- Уровень вложенности страницы (главная, 2-й, 3-й и т. д.)
- Индекс качества сайта (IX)
- Количество исходящих ссылок со страницы и сайта в целом
- Количество входящих ссылок на страницу и на сайт в целом
- Качество страницы и сайта в целом
- Тематика сайта
- Возраст домена (Проверяется сервисами Whois)
- Наличие фильтров наложенных на сайт поисковыми системами. В случае наличия фильтра на сайте, от покупки подобных ссылок лучше воздержаться.
- Уровня домена
- Зоны домена
- Посещаемость сайта
- Количество проиндексированных страниц в поисковых системах.

Цену той или иной ссылки устанавливает веб-мастер с учётом вышеизложенных параметров. Оптимизаторы покупают ссылки с сайтов по своим критериям и/или же по опыту. Часто критерии по которым оптимизаторы выбирают площадку разнятся, однако по основным показателям все-таки сходятся.

## Ссылочные агрегаторы
При сотрудничестве с биржами нужно самостоятельно отбирать площадки для закупки ссылок, контролировать существующую ссылочную массу, вручную анализировать ссылочных "доноров", их тематичность, индексируемость и их PageRank, . Это требует достаточно много времени, определенных знаний и опыта в данной области. Для упрощения работы можно использовать ссылочные агрегаторы. 
Ссылочные агрегаторы – это автоматизированные системы закупки ссылок с учетом выбранной пользователем стратегии. Такие сервисы не сотрудничают с конкретными веб-мастерами, они работают с биржами и выступают посредниками между ними и оптимизаторами, проверяя, закупая и снимая ссылки согласно заданным правилам. Закупая ссылки с помощью агрегаторов, оптимизаторы совершают минимальное количество действий. Все, что требуется, – ввести адрес продвигаемого сайта. Остальное сервис сделает сам: подберет запросы в соответствии с тематикой сайта, релевантные страницы, составит анкор-лист, сформирует бюджет, а затем начнет закупать ссылки. В дальнейшем система в автоматическом режиме будет собирать позиции сайта по продвигаемым запросам.